# Agrostis carmichaeli
Agrostis carmichaeli är en gräsart som beskrevs av Schult. och Julius Hermann Schultes. Agrostis carmichaeli ingår i släktet ven, och familjen gräs. Inga underarter finns listade i Catalogue of Life.